# Ủy ban bảo vệ các nhà báo
Ủy ban bảo vệ các nhà báo (tiếng Anh: Committee to Protect Journalists, viết tắt là CPJ) là một tổ chức phi lợi nhuận độc lập, có trụ sở ở thành phố New York nhằm thúc đẩy tự do báo chí và bảo vệ các quyền của nhà báo.

## Lịch sử
Một nhóm thông tín viên nước ngoài của Mỹ đã thành lập Ủy ban bảo vệ các nhà báo năm 1981 nhằm bảo vệ các nhà báo trên khắp thế giới bị các chính phủ độc đoán truy hại, đe dọa hay quấy nhiễu khi thi hành nhiệm vụ của mình.

## Hoạt động
Ủy ban bảo vệ các nhà báo tổ chức các cuộc phản kháng mạnh mẽ công khai các vụ quấy nhiễu hay đàn áp các nhà báo khi hành nghề, và làm việc thông qua các kênh ngoại giao để đem lại sự thay đổi. Ủy ban loan tin, xuất bản các bài báo, các phóng sự đặc biệt, tạp chí mỗi năm 2 kỳ mang tên Dangerous Assignments, và một tập khảo sát hàng năm về tự do báo chí gọi là Attacks on the Press (Các vụ tấn công báo chí).
Ủy ban cũng quản lý Quỹ Giải Tự do Báo chí Quốc tế (International Press Freedom Awards) được trao hàng năm để vinh danh các nhà báo và các người bênh vực quyền tự do báo chí đã bị đánh đập, đe dọa, hoặc bị ở tù vì loan truyền tin tức.
Ủy ban cũng lập một danh sách các nhà báo bị giết hàng năm trên khắp thế giới trong khi thi hành nhiệm vụ của mình. Từ năm 1992 – năm đầu tiên Ủy ban lập ra danh sách nói trên – đã có hơn 660 nhà báo bị giết.
Ủy ban bảo vệ các nhà báo là thành viên sáng lập của Tổ chức IFEX (mạng lưới Tự do Trao đổi Ý kiến Quốc tế), một mạng lưới toàn cầu gồm trên 70 tổ chức phi chính phủ giám sát các vụ vi phạm tự do báo chí khắp thế giới và bảo vệ các nhà báo, các nhà văn cùng những người khác bị truy hại vì thực thi quyền tự do ngôn luận của mình.
Ngày 26.12.2007 Ủy ban bảo vệ các nhà báo đã kêu gọi tổng thống Gloria Macapagal Arroyo hãy lập tức truy tố các kẻ giết xướng ngôn viên phát thanh truyền hình Ferdinand Lintuan của thành phố Davao ngày 24.12.2007 ra tòa án xét xử.

## Ban giám đốc
Giám đốc điều hành hiện nay (năm 2009) của Ủy ban là nhà báo Joel Simon đảm nhiệm chức vụ từ tháng 7 năm 2006, sau khi đã làm phó giám đốc từ năm 2000. Người tiền nhiệm của ông là thông tín viên nước ngoài kỳ cựu Ann Cooper đã đảm nhiệm chức này từ năm 1998 tới năm 2006.
Ban giám đốc của Ủy ban bảo vệ các nhà báo gồm các nhà báo Mỹ lỗi lạc, trong đó có Christiane Amanpour, Tom Brokaw, Anne Garrels, Charlayne Hunter-Gault, Gwen Ifill, Jane Kramer, Anthony Lewis, Dave Marsh, Kati Marton, Michael Massing, Victor Navasky, Andres Oppenheimer, Clarence Page, Norman Pearlstine, Dan Rather, John Seigenthaler và Mark Whitaker.

## Hoạt động

### 2015
- Ủy ban bảo vệ các nhà báo ngày 12/5/2015 ra thông cáo báo chí, kêu gọi Việt Nam bỏ các cáo trạng chống lại ông Kim Quốc Hoa, cựu tổng biên tập báo Người Cao Tuổi. CPJ cũng đề nghị chính phủ Việt Nam tạo điều kiện cho báo chí thể hiện vai trò của họ mà không lo sợ bị trả đũa.[9]

## Tường thuật hàng năm

### 2014
Tổng cộng trong cả năm 2014, trên thế giới có 220 nhà báo bị bỏ tù, tăng chín người so với năm trước đó. Đứng đầu danh sách vẫn là Trung Quốc, với 44 người.
Mười quốc gia có số nhà báo ngồi tù nhiều nhất là Trung Quốc, Iran, Eritrea, Ethiopia, Việt Nam, Syria, Ai Cập, Miến Điện, Azerbaijan, và Thổ Nhĩ Kỳ.
Trong số 16 nhà báo và cây bút bị cầm tù ở Việt Nam, CPJ có nhắc tới ông Trần Huỳnh Duy Thức, bà Tạ Phong Tần, ông Lê Quốc Quân, nhà báo Hoàng Khương, ông Nguyễn Hữu Vinh (Anh Ba Sàm), ông Trương Duy Nhất và nhà báo Võ Thanh Tùng.

### 2019
Việt Nam bị xấp hạng 6 trong số 10 quốc gia kiểm duyệt truyền thông gắt gao nhất trên thế giới, theo một báo cáo do Tổ chức Bảo vệ các Ký giả (CPJ) công bố hôm 10/9/2019. Đứng đầu là Eritrea, Cộng hòa Dân chủ Nhân dân Triều Tiên, Turkmenistan, Saudi Arabia, Trung Quốc. Sau Việt Nam là Iran, Equatorial Guinea, Belarus và Cuba. Việt Nam và Trung Quốc cùng với Ả Rập Xê-út và Iran, là 4 nước bị nêu đích danh là “đặc biệt tinh vi trong việc thực hành hai hình thức kiểm duyệt, là bỏ tù và sách nhiễu các nhà báo và gia đình họ”, ngoài việc sử dụng công nghệ kỹ thuật số để giám sát và kiểm duyệt mạng lưới thông tin internet cũng như truyền thông xã hội. 